# Katrin Askan
Katrin Askan (* 1966 in Ost-Berlin) ist eine deutsche Schriftstellerin.

## Leben
Katrin Askan wurde in Ost-Berlin geboren. Sie arbeitete nach dem Abitur zunächst in einem Krankenhaus und im Buchhandel, da sie in der DDR nicht studieren durfte. 1986 gelang ihr die Flucht nach West-Berlin. Es folgten längere Aufenthalte in Schweden, wo sie unter anderem Übersetzungen für den Hörfunk tätigte. Sie studierte Philosophie und Germanistik an der Freien Universität Berlin. lebte einige Jahre lang in Köln und derzeit wieder als freie Schriftstellerin in Berlin. Seit 1988 liegen von ihr erste Veröffentlichungen von Lyrik und Prosa in zahlreichen Zeitschriften und Anthologien vor, u. a. die Erzählung Der Skorpion in der Jahresschrift für Literatur und Grafik Muschelhaufen.
Die persönliche Erfahrung einer Flucht in den Westen wird in den Romanen A-Dur und Aus dem Schneider in je origineller Weise fiktional verarbeitet. Besonders Aus dem Schneider wurde vielfach gelobt, und in vielen Kritiken als wichtiger Wenderoman betrachtet.
Für den Ohrenbär (rbb) hat sie auch mehrere Kinder-Hörfunkserien verfasst.
Katrin Askan erhielt mehrere Preise, u. a. 1998 den Friedrich-Hölderlin-Preis der Stadt Bad Homburg, 1999 das Rolf-Dieter-Brinkmann-Stipendium der Stadt Köln und 2001 den 3sat-Preis beim Ingeborg-Bachmann-Wettbewerb.

## Werke
- A-Dur, Roman, Mitteldeutscher Verlag, Halle (Saale) 1996, ISBN 3-932776-15-1.
- Eisenengel, Roman, Mitteldeutscher Verlag, Halle (Saale) 1998, ISBN 3-932776-20-8.
- Aus dem Schneider, Roman, Berlin Verlag, Berlin 2000, ISBN 3-8270-0358-X.
- Wiederholungstäter, Erzählungen, Berlin Verlag, Berlin 2002, ISBN 3-8270-0421-7.
- Aufs Spiel gesetzt, Roman, Langen Müller, München 2009, ISBN 978-3-7844-3173-4.
- Dichter, Roman, Elsinor Verlag, Coesfeld 2025, ISBN 9783942788915.